# Никола Альоков
Никола Димитров Альоков е български комунистически деец.

## Биография
Роден е през 1894 година в българския южномакедонски град Кукуш, тогава в Османската империя, днес Килкис, Гърция. Учи в Солунската българска мъжка гимназия. След опожаряването на Кукуш по време на Междусъюзническата война семейството му се преселва в София, България.
Работи като счетоводител в голямата френска книжарница на булевард „Цар Освободител“. Заради комунистическите си идеи след атентата в църквата „Света Неделя“ (16 април 1925 година) е задържан в Дирекцията на полицията и безследно изчезва.